# Kabinett Remmele II
Das Kabinett Remmele II bildete vom 23. November 1927 bis 23. November 1928 die Landesregierung von Baden.
Der badische Landtag wählte in seiner 2. Sitzung vom 23. November 1927 einen neuen Staatspräsidenten und dessen Stellvertreter.
| Amt                   | Name                                                    | Partei |
| --------------------- | ------------------------------------------------------- | ------ |
| Staatspräsident       | Adam Remmele                                            | SPD    |
| Inneres               | Adam Remmele                                            | SPD    |
| Justiz                | Gustav Trunk                                            | Z      |
| Kultus und Unterricht | Otto Leers                                              | DDP    |
| Finanzen              | Josef Schmitt auch Stellvertreter des Staatspräsidenten | Z      |
| Staatsräte            | Ludwig Marum Josef Weißhaupt                            | SPD Z  |